# Eckard Schrader

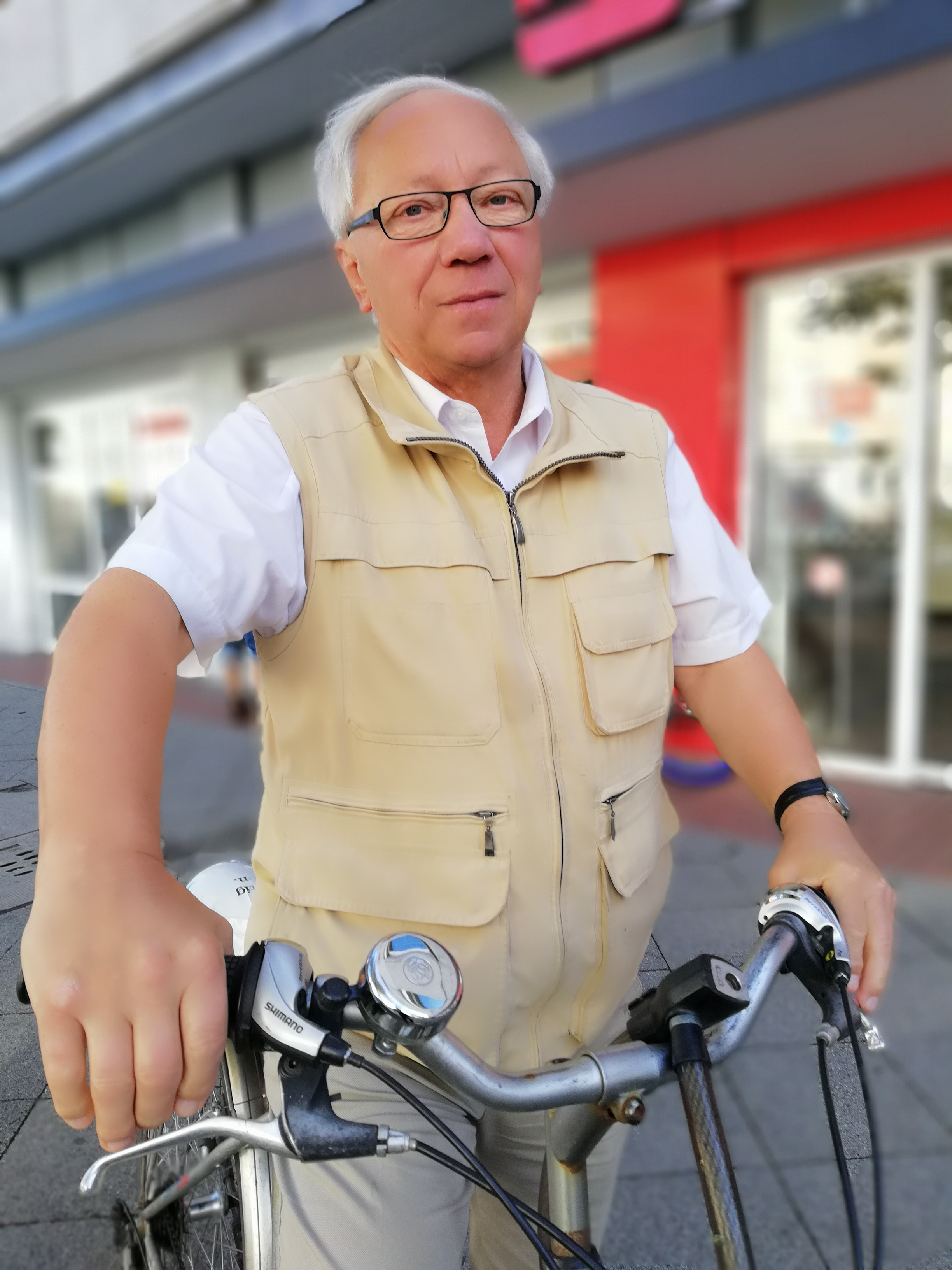
Eckard Schrader (2018)

Eckard Schrader (geboren am 1. Februar 1945 in Hannover; gestorben am 26. August 2021) war ein deutscher Fotograf und Sachbuchautor.

## Leben
Eckard Schrader wurde kurz vor dem Ende des Zweiten Weltkrieges in Hannover geboren.
Seine erste große Einzelausstellung mit Fotografien hatte Schrader 1973 im Historischen Museum am Hohen Ufer unter dem Titel Nach Gleis 5 – Eindrücke von hannoverschen Vorortbahnhöfen.
Schrader war berufenes Mitglied der Deutschen Gesellschaft für Photographie (DGPh) und Mitglied im Bund Bildender Künstler für Niedersachsen (BBK Niedersachsen).
Die Trauerfeier in der Marktkirche von Hannover für Eckard Schrader wurde für den 15. Oktober 2021 angekündigt, während die Urnenbeisetzung „im engen Familienkreis“ publiziert wurde.

## Schriften (Auswahl)

1971 von Schrader gefertigtes Porträt des Bildhauers WP Eberhard Eggers

- Heimar Fischer-Gaaden (Red.), Eckard Schrader, Rudolf Stark (Fotos): „Man kann ja nie wissen“ – Hommage à Kurt Schwitters / Malerei, Plastik, Grafik - Assemblagen, Collagen, Fotos, Montagen und Objekte, Begleitschrift zur Ausstellung vom 1. bis zum 29. Juni 1986 im Kubus an der Aegidienkirche
- Der Grosse Garten zu Herrenhausen, Hannover, mit einer Einleitung von Franz Rudolf Zankl, hrsg. vom Aktionsausschuß für Herrenhausen e.V., 2. Auflage, Hannover: Schlütersche Verlagsanstalt und Druckerei, 1989, ISBN 3-87706-296-2
- Heinrich Prinz von Hannover, Detlef Steinhag (Hrsg.): Photographien an der Leine: Hannovers blaue Diagonale, Text in Deutsch mit einer Übersetzung ins Englische von Jeanne Wirkner, Göttingen: MatrixMedia, 2000, ISBN 3-932313-03-8
- Von Schleuse zu Schleuse am Mittellandkanal. Eckard Schrader, Photographien 1999–2005, Begleitband zur gleichnamigen Ausstellung vom 30. März bis 26. Mai 2006 im Stadtarchiv Hannover, Hannover: Stadtarchiv, 2006
- Waldemar R. Röhrbein (Text), Eckard Schrader (Fotos): Welfisches Hannover. Steinerne Zeugen im Sucher, Foto-Bildband, Göttingen: MatrixMedia, circa [2004], ISBN 3-932313-11-9
- Wasser, Brücken, Eisenbahn. Photographien von Eckard Schrader (= Welfenschriften, Sonderband 7), Wedemark: Hummel, 2012

## Medienecho (Auswahl)
- Ronald Meyer-Arlt: Kreiensen! Elze! Nordstemmen! Der Fotograf Eckard Schrader zeigt in der Städtischen Galerie Lehrte Fotos norddeutscher Bahnhöfe. In: Hannoversche Allgemeine Zeitung, 2012